# 富山県立泊高等学校
富山県立泊高等学校（とやまけんりつ とまりこうとうがっこう、英: Toyama Prefectural Tomari High School）は、かつて富山県下新川郡朝日町道下にあった公立の高等学校。
富山県立入善高等学校との統合により、2022年（令和4年）3月末で閉校した。卒業生は計14,378人（高等女学校時代を含む）。

## 設置学科
- 普通科
  - 観光ビジネスコース

## 沿革
出典は個別に提示されているものを除き、『北日本新聞』2020年（令和2年）11月6日付10面の内容を使用する。
- 1940年（昭和15年）4月15日 - 富山県下新川郡泊町沼保744番地に泊町立泊実科高等女学校として設立[3]。
- 1943年（昭和18年）
  - 4月1日 - 富山県下新川郡泊町立泊高等女学校と改称。同時に校舎を公会堂（旧育英中学校）に移転[3]。
  - 10月1日 - 富山県泊高等女学校と改称。
- 1948年（昭和23年）4月1日 - 学制改革により富山県立泊高等学校として発足。同時に旧泊小学校の鉄筋3階建て校舎に移転し、全日制普通課程設置するも、間もなく県下高校の整理統合により定時制高校となる[3]。
- 1949年（昭和24年）
  - 再度全日制高校となる[3]。
  - 6月1日 - 定時制普通課程1学級併設。
- 1950年（昭和25年）4月1日 - 全日制家庭課程1学級設置。
- 1959年（昭和34年）4月1日 - 全日制商業課程設置。
- 1962年（昭和37年）4月1日 - 全日制商業科1学級増設。
- 1963年（昭和38年）4月1日 - 全日制普通科1学級増設。家庭科を家政科と改称。
- 1966年（昭和41年）4月1日 - 家政科1学級増設、全日制普通科1学級減級、定時制に通信制導入。
- 1968年（昭和43年）4月1日 - 家政科1学級減級、定時制普通科1学級増設。
- 1971年（昭和46年）3月22日 - 運動場を朝日町道下地内に新設。
- 1972年（昭和47年）3月25日 - 第1体育館、柔剣道場完成。
- 1974年（昭和49年）
  - 9月12日 - 校舎第1期工事、北館、渡り廊下完成。
  - 11月18日 - 校舎第2期工事、中館完成。
- 1975年（昭和50年）
  - 3月25日 - 校舎第3期工事、中館完成。
  - 8月21日 - 全日制、新校舎へ移転。
- 1976年（昭和51年）
  - 4月27日 - 校舎第4期工事、南館完成。
  - 6月24日 - 定時制、新校舎へ移転。
- 1982年（昭和57年）4月1日 - 全日制普通科1学級増設、商業科1学級減級。
- 1987年（昭和62年）9月10日 - 第2体育館完成。
- 1990年（平成2年）3月27日 - セミナーハウス「飛翔館」完成。
- 1994年（平成6年）6月 - トレーニングハウス完成。
- 1995年（平成7年）4月1日 - 家政科募集停止。
- 1997年（平成9年）3月31日 - 家政科終止。
- 2001年（平成13年）4月1日 - 定時制課程募集停止。
- 2003年（平成15年）3月31日 - 定時制課程終止。
- 2005年（平成17年）4月1日 - 商業科募集停止。普通科観光ビジネスコース募集開始。
- 2007年（平成19年）3月31日 - 商業科が終止され、普通科単独校に移行[3]。
- 2020年（令和2年）4月1日 - 普通科募集停止。
- 2022年（令和4年）
  - 3月2日 - 卒業式と閉校式が行われる[1]。
  - 3月31日 - 閉校。
- 2024年（令和6年）6月から翌2025年（令和7年）3月まで - 校舎を解体（予定）[4]。

## 教育方針

### 教育目標
日本国憲法と教育基本法の精神に則り、 知・徳・体の調和のとれた全人教育を行い、 国家社会の形成者としての有為な人材を育成する

### 教育方針
生徒の自発的意欲をたかめるとともに、自主・自律の気風を醸成し、 泊高校生としての自覚のもとに 「明るく活力に満ちた校風づくり」 を推進する

## 学校行事
- 5月 - リーダー研修
- 6月 - 美化週間
- 7月 - 球技大会
- 9月 - 体育大会
- 10月 - 持久走大会、芸術鑑賞教室
- 11月 - 文化活動発表会、美化週間、教養講座
- 12月 - 球技大会
- 2月 - 泊高文祭、租税教室（商業科）、 百人一首の会
- 3月 - 海外研修（希望のつばさ）

## 部活動
- 運動部 - 剣道、柔道、野球、サッカー、バレーボール、バスケットボール、陸上競技、バドミントン、卓球、ソフトテニス、アーチェリー
- 文化部 - 演劇、美術、書道、吹奏楽、ホームメイド

## アクセス
- あいの風とやま鉄道線泊駅 徒歩15分

## 著名な関係者

### 出身者
- 左幸子 - 女優
- 荒尾岳 - バスケットボール選手